# Burkaty
Burkaty – wieś sołectwo w Polsce położona w województwie mazowieckim, w powiecie ciechanowskim, w gminie Sońsk.
W latach 1975–1998 miejscowość administracyjnie należała do województwa ciechanowskiego.
Burkaty graniczą z miejscowościami: Nasierowo Górne, Bieńki-Śmietanki, Strusin, Strusinek, Ciemniewko.
Wieś podlega parafii Ciemniewko. We wsi znajduje się 40 domów mieszkalnych. Na terenie Burkat znajdują się dwa małe stawy,jeden z nich jest własnością wsi. Są również firmy, pierwsza z nich to hurtownia okien i drzwi oraz produkcja parapetów druga zaś zajmuje się produkcją ram do obrazów. Większa część ludzi w Burkatach zajmuje się jednak hodowlą zwierząt i uprawą roślin.

## Historia
Na przełomie XVII-XVIII wieku na obszarze Burkat żył zamożny człowiek – Kazimierz Burkacki. Posiadał on wszystkie okoliczne ziemie. Człowiek ten zatrudniał chłopów, dawał im miejsce do zamieszkania i żywność, oni za to uprawiali jego ziemie i zajmowali się jego dobytkiem. Burkacki był osobą samotną, nie posiadał żadnej rodziny. Po jego śmierci cała ziemia została podzielona między chłopów (bo tak zapisał w swoim testamencie). Chłopi chcąc wyrazić mu wdzięczność za jego dobroduszność nazwali tę miejscowość od jego nazwiska Burkaty.